# Ахмед Џемал-паша
Ахмед Џемал-паша (тур. Ahmet Cemal Paşa; Митилена, 6. мај 1872 — Тбилиси, 21. јул 1922) је био османски војсковођа и политичар, опуномоћник војске и грађанске администрације Сирије (1915—1917), као и један од познатих Младотурака. Осуђен је за ратне злочине, учесник у многим масовним убиствима Јермена и Арапа. Убијен је 21. јула 1922. године у Тбилисију током операције Немезис.